# John Ryle (empresario)
John Ryle (Bollington,  1817 - Paterson, 1887) fue un empresario y político anglo-estadounidense. Es considerardo universalmente como el "Padre de la Industria de la Seda en los Estados Unidos." 
Nacido en Bollington, Macclesfield, Cheshire, Inglaterra, John Ryle empezó a trabajar en las fábricas de seda de su pueblo natal a la edad de cinco años, siendo conocido como un "bobbin boy."  Toda la familia de Ryle estuvo involucrada en la industria de la seda por generaciones, y sus dos hermanos mayores, Reuben y William Ryle, fueron los más grandes fabricantes de seda del país. Estos dos hermanos permanecieron en Inglaterra y continuaron con su sociedad durante toda sus vidas, gozaron de excelentes reputaciones y amasaron fortunas por sus negocios.
Como natural resultado del devenir de su vida, John Ryle tuvo una desbordante popularidad en toda la ciudad, y aunque nunca permitió que su nombre fuese tomado como posible candidato a cualquier cargo público, sucumbió al pedido de sus amigos y en la primavera de 1869 se convirtió en candidato a la alcaldía de Paterson. Fue elegido por una gran mayoría como ningún candidato había recibido hasta entonces.